# Punta Tre Chiosis
La Punta Tre Chiosis (3.080 m) è una montagna delle Alpi Cozie, che sorge in comune di Pontechianale in alta valle Varaita.

## Caratteristiche
Si trova interamente compresa nel territorio comunale di Pontechianale, sulla cresta che divide il vallone di Vallanta ad est dalla valle Varaita di Chianale ad ovest.
La cresta si dirama dalla dorsale alpina principale in corrispondenza del monte Losetta. Da qui scende in direzione sud-ovest verso il passo della Losetta, poi risale alla punta Seras (2993 m) e continua nella medesima direzione prima scendendo ad una selletta, poi raggiungendo la quota 2963. Qui piega decisamente verso sud, compie un ampio arco con concavità ad ovest e, con direzione generale sud-sud-ovest, raggiunge la vetta della punta Tre Chiosis, a 3.080 m di quota, punto culminante della dorsale Vallanta-Chianale. Da qui la cresta, che assume il nome di cresta Savaresch, scende con alcune ondulazioni fino alla zona detta le Conce (2400 m circa), per proseguire nella stessa direzione con pendenza molto superiore fino alla quota 2198, dove piega a sud-sud-ovest e digrada rapidamente sull'abitato di Castello.
Dalla vetta si diparte una dorsale secondaria, che scende in direzione ovest-sud-ovest ad un colletto e risale ad una vetta secondaria, a quota 3054 m, posta a circa 500 m dalla vetta principale. Dalla quota 3054 la dorsale si biforca. Un ramo, noto come costa Ciabert, scende dapprima in direzione ovest-nord-ovest, poi piega a ovest, assumendo il nome di costa Sela, e scende verso il fondovalle poco a monte della frazione di Chianale. L'altro ramo scende in direzione sud-ovest, assumendo i nomi prima di costa Tre Chiosis, poi di costa Ciarinosa, fino a quota 2440, dove piega a sud-sud-ovest e scende col nome di costa Crusas sulle grange Patas, nel vallone di Savaresch, a nord della frazione Genzana di Pontechianale.
Un'ulteriore cresta secondaria scende dalla quota 2963 in direzione ovest. Tra questa dorsale e la costa Ciabert è compreso il vallone dei Tre Chiosis; tra la costa Ciabert e la costa Tre Chiosis si trova il vallone del Turri; tra la costa Tre Chiosis e la costa Savaresch si trova il vallone Savaresch. Il nome Tre Chiosis (nell'occitano locale più propriamente les Tres Chiuzis) indica proprio questi tre valloni, chiusi ad est dalla mole della montagna.
La vetta è un ampio rilievo tondeggiante detritico, il cui punto sommitale è identificato da una croce metallica posizionata dalla sezione del CAI di Savigliano nel 2014. Dalla cima si gode di una vista ravvicinata e dettagliata del versante occidentale del gruppo del Monviso, con particolare risalto per il Viso di Vallanta, il Visolotto, la punta Gastaldi, e la dorsale che scende dalla vetta del Viso alla punta Caprera.
La struttura geologica della montagna è nel complesso omogenea. L'intera dorsale Vallanta-Chianale è infatti composta dai calcescisti micacei e filladici del Giurassico-Cretaceo appartenenti al complesso dei calcescisti ofiolitiferi.

## Ascensione alla vetta
La via normale è un percorso escursionistico, che si sviluppa interamente su strade sterrate e sentieri. La partenza è dalla frazione Genzana di Pontechianale, ove ci si può eventualmente appoggiare al rifugio Savigliano. Da qui, seguendo la strada sterrata di servizio che risale il vallone di Savaresch, si raggiunge la stazione di arrivo della seggiovia Tre Chiosis. Da qui si prosegue fino a raggiungere la cresta poco sotto la cima delle Conce (2429 m). A questo punto si gira a sinistra e si segue un sentiero che risale in cresta, aggirando alcune asperità sul versante della valle di Chianale; il sentiero percorre tutta la costa Savaresch, per una lunghezza di circa 3 km, offrendo una stupenda visuale sul versante ovest del gruppo del Monviso. Ai piedi del pendio terminale, in corrispondenza dei ruderi di un ricovero militare, il sentiero piega a sinistra e, salendo in diagonale, raggiunge la cresta che separa la vetta dalla quota 3054; da qui si raggiunge in breve la vetta vera e propria. Il percorso ha una difficoltà complessiva valutata in E.
Lo stesso tracciato può essere percorso, pur con qualche difficoltà, con la mountain bike.
Un percorso più diretto prevede di seguire la strada fino al bivio per il sentiero Lanzetti; da qui si risale direttamente la cresta sud-ovest fino alla quota 3054 e poi alla vetta. Questo percorso si svolge quasi interamente fuori sentiero, ed ha difficoltà EE.

### Accesso invernale
La montagna è accessibile d'inverno sia con le ciaspole che con gli sci. Con le ciaspole, è possibile salire seguendo l'itinerario estivo per la cresta Tre Chiosis; con gli sci si può seguire questo stesso percorso, oppure salire invece dal vallone Tre Chiosis. In quest'ultimo caso si risale il vallone di Soustra per poi risalire il vallone Tre Chiosis puntando diretti alla vetta, oppure alla quota 2963. Potendo salire con mezzi meccanici fino alla stazione di arrivo della seggiovia, è interessante anche l'opzione di risalire da lì alla cresta Savaresch, per poi seguirla fino in cima seguendo il tracciato della normale estiva, e scendendo poi sul fondo del vallone di Savaresch. La risalita del medesimo vallone è pure una possibile variante per l'accesso con gli sci.